# Pietro Galletti
Pietro Galletti (San Cataldo, 29 ottobre 1664 – Catania, 6 aprile 1757) è stato un vescovo cattolico italiano.

## Biografia
Nacque il 29 ottobre 1664 nella famiglia Galletti, dei principi di Fiumesalato e marchesi di San Cataldo, figlio di Vincenzo Galletti, nipote ed omonimo del fondatore del paese di San Cataldo, e di Maria De Gregorio dei duchi di Tremisteri. Era fratello di Ignazio Galletti, pari del Regno e del principe Giuseppe.
Dopo gli studi fu ordinato sacerdote ed ebbe l'incarico di parroco beneficiale di Sant'Antonio Magno a Palermo e successivamente di inquisitore apostolico. Fu anche reggente unico del Sant'Uffizio dell'inquisizione in Sicilia.
Il 30 agosto 1723 fu nominato  vescovo di Patti e il 18 novembre 1729 di Catania. Il 9 maggio del 1739 consacrò la Chiesa Madre del suo paese. Nel 1736 consacrò la Chiesa di Cristo Re in Belpasso, al tempo dedicata alle Anime del Purgatorio (da qui il nome del Quartiere) la prima ad essere edificata subito dopo il devastante terremoto del 1693. Il 18 marzo 1738, consacrò la parrocchia San Giuseppe di Catenanuova.
Nella lenta ma magnificente ricostruzione barocca post terremoto del Val di Noto del 1693, per la spiccata propensione verso le belle arti e avvalendosi dell'opera dei più talentuosi artisti operanti in Sicilia, da mecenate contribuì all'abbellimento strutturale e all'arricchimento del patrimonio pittorico della cattedrale di Sant'Agata di Catania, della cattedrale di San Bartolomeo di Patti, entrambi diocesi sedi del suo ministero, e di numerosi altri poli monumentali.
Morì il 6 aprile 1757, all'età di 92 anni. Il suo corpo è sepolto nella cattedrale di Catania.

## Genealogia episcopale
La genealogia episcopale è:
- Cardinale Sigismund von Kollonitz
- Cardinale Michele Federico Althann
- Cardinale Juan Álvaro Cienfuegos Villazón, S.I.
- Vescovo Pietro Galletti